# تي دبليو إيه الرحلة 800
تي دبليو إيه الرحلة 800 (بالإنجليزية: TWA Flight 800) هي طائرة من طراز بوينغ 747-100 والتي انفجرت واصطدمت في المحيط الأطلسي بالقرب من إيست موريشيس وذلك في في 17 يوليو 1997، في حوالي الساعة الساعة 8:31 مساءً بالتوقيت المحلي (EDT). أقلعت رحلة خطوط عبر العالم الجوية رقم 800 من مطار جون إف كينيدي الدولي متجهةً من نيويورك إلى روما عبر باريس. توفي جميع الأشخاص الذين كانوا على متن الطائرة، وعددهم 230 شخصًا في الحادث. ويعدّ ثالث أخطر حادث طيران في تاريخ الولايات المتحدة. سافر محققو الحوادث من المجلس الوطني لسلامة النقل (NTSB) إلى مكان الحادث، ووصلوا في صباح اليوم التالي وسط تكهنات بأن هجومًا إرهابيًا وراء الحادث.

## خطوط رياح الشرق الجوية الرحلة 507
طائرة بوينغ 737-705 (رقم التسجيل :N700EW) في رحلة طيران من فيلادلفيا إلي نيويورك وكانت تحمل علي متنها 148 راكبا و6 من أفراد الطاقم وأبلغ الطيار ديفيد ماكلين للمراقبة الجوية عن انفجار الطائرة أمامهم في الشمال الشرقي.

## بداية التحقيقات الأساسية
اعتقد محققون هيئة المجلس الوطني لسلامة النقل أن الطائرة قد تعرضت لأنفجار قنبلة، رغم ندرة حدوث هذا النوع من الانفجارات إلا أن في 21 ديسمبر 1988 انفجرت قنبلة علي متن بان أميركان الرحلة 103 المتجهة من فرانكفورت إلي ديترويت عبر لندن ونيويورك فوق قرية لوكربي في اسكتلندا، ومات فيها 270 شخصًا من بينهم 11 شخصًا علي الأرض في أسوء حادث طيران في المملكة المتحدة. وفي 23 يونيو 1985 انفجرت قنبلة علي متن رحلة طيران الهند رقم 182 المتجهة من مونتريال إلي مومباي عبر لندن ونيودلهي، ومات جميع الركاب والطاقم البالغ عددهم 329 شخصًا علي متن الطائرة الهندية.
لاحقًا أكتشف أن الطائرة انفجرت بفعل صاروخ، لكن بعد 6 سنوات من الحادث أكتشف أن سبب الحادث هو خلل في نظام الوقود المركزي بسبب تسخين الوقود، والذي يعود لجهاز التكييف وسلكان كهربائيان مكشوفان.

## معرض صور

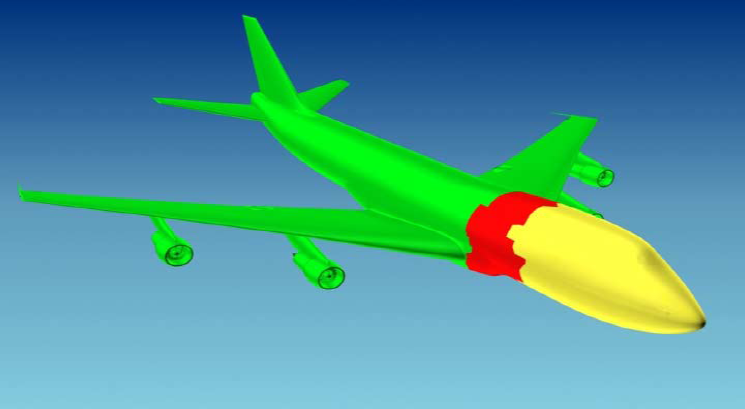
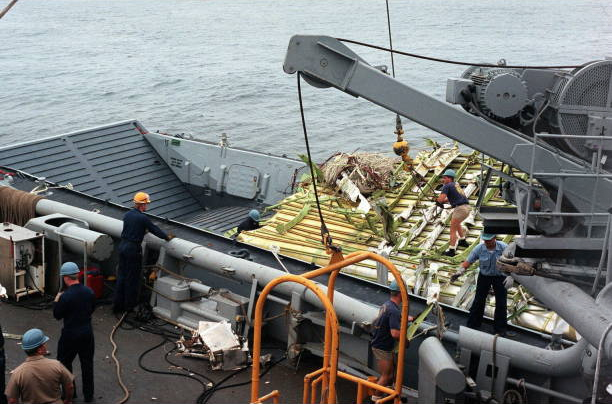
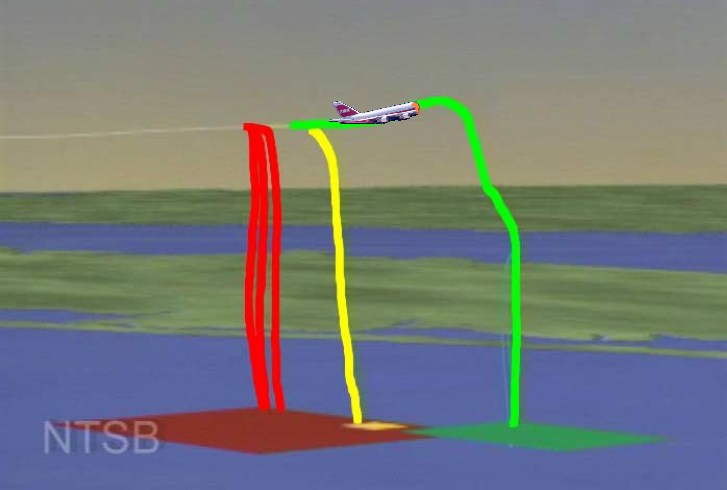
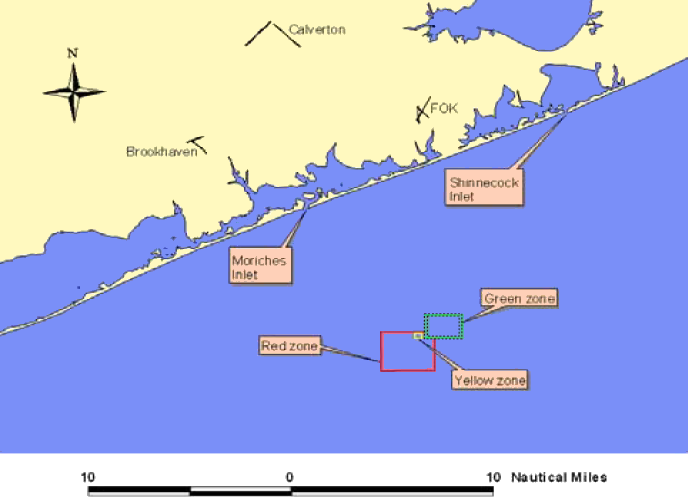